# Je suis (art conceptuel)
 (juillet 2022).
La mise en forme du texte ne suit pas les recommandations de Wikipédia : il faut le « wikifier ».
Les points d'amélioration suivants sont les cas les plus fréquents. Le détail des points à revoir est peut-être précisé sur la page de discussion.
- Les titres sont pré-formatés par le logiciel. Ils ne sont ni en capitales, ni en gras.
- Le texte ne doit pas être écrit en capitales (les noms de famille non plus), ni en gras, ni en italique, ni en « petit »…
- Le gras n'est utilisé que pour surligner le titre de l'article dans l'introduction, une seule fois.
- L'italique est rarement utilisé : mots en langue étrangère, titres d'œuvres, noms de bateaux, etc.
- Les citations ne sont pas en italique mais en corps de texte normal. Elles sont entourées par des guillemets français : « et ».
- Les listes à puces sont à éviter, des paragraphes rédigés étant largement préférés. Les tableaux sont à réserver à la présentation de données structurées (résultats, etc.).
- Les appels de note de bas de page (petits chiffres en exposant, introduits par l'outil «  Source ») sont à placer entre la fin de phrase et le point final[comme ça].
- Les liens internes (vers d'autres articles de Wikipédia) sont à choisir avec parcimonie. Créez des liens vers des articles approfondissant le sujet. Les termes génériques sans rapport avec le sujet sont à éviter, ainsi que les répétitions de liens vers un même terme.
- Les liens externes sont à placer uniquement dans une section « Liens externes », à la fin de l'article. Ces liens sont à choisir avec parcimonie suivant les règles définies. Si un lien sert de source à l'article, son insertion dans le texte est à faire par les notes de bas de page.
- La présentation des références doit suivre les conventions bibliographiques. Il est recommandé d'utiliser les modèles {{Ouvrage}}, {{Chapitre}}, {{Article}}, {{Lien web}} et/ou {{Bibliographie}}. Le mode d'édition visuel peut mettre en forme automatiquement les références.
- Insérer une infobox (cadre d'informations à droite) n'est pas obligatoire pour parachever la mise en page.

Pour une aide détaillée, merci de consulter Aide:Wikification.
Si vous pensez que ces points ont été résolus, vous pouvez retirer ce bandeau et améliorer la mise en forme d'un autre article.
Je suis (ou en italien Io sono) est un multiple d'artiste de l'italien Salvatore Garau. Fabriquées entre mars 2020 et septembre 2020, les pièces sont un « espace vide  », avec une certification des papiers signée par l'artiste vendue 18 000 $,.

## Description
En tant qu'art conceptuel, il consiste en un certificat d'authenticité sur lequel sont apposés des schémas détaillés et des instructions pour sa bonne présentation par son acquéreur.

## Présentation publique
La sculpture fait partie d'un cycle d'œuvres de Garau appelé « absences ».
Les Invisible Sculptures de Garau ont été exposées pour la première fois à la Piazza Scala de Milan, devant la Galleria di Piazza Scala (Galerie d'Italia), dont la collection du musée contient ses œuvres. Salvatore Garau a organisé une séance photo élaborée et un court métrage pour promouvoir l'événement. Il devait écrire plus tard dans l'année que les corps s'étaient bien vendus,.
Comme Piero Manzoni, en réalisant une œuvre purement éphémère, qui se dégonflerait sous les yeux de l'acheteur, Garau parodiait l'accent sculptural traditionnel sur la permanence et se moquait de l'accent traditionnel sur la force créatrice de l'artiste. Il a aussi voulu lancer un signe de proximité pour la distanciation sociale due à la pandémie de Covid-19, mais surtout lancer une provocation contre les NFT pour la protection de l'environnement et la consommation d'énergie.

## Histoire de l’œuvre
En mai 2020, au début de la pandémie de Covid-19, Salvatore Garau a scellé une carte attestant l'existence d'une sculpture invisible. Dans les mois où les musées étaient fermés, il a créé dans un carré un rectangle de ruban blanc à l'extérieur, devant le Musée d'Art de la Piazza della Scala à Milan, qui contient une de ses peintures, 1,50 x 1,50 mètre, à laquelle il a appliqué un tag d'identification, traduit en quatre langues (italien, français, anglais et allemand), avec le titre Bouddha en contemplation accompagné de la signature de l'artiste,.
Garau a réalisé une deuxième œuvre conceptuelle imaginaire, Aphrodite che piange en installant un cercle blanc devant la Bourse des États-Unis à Wall Street à New York.
À Milan, en 2021, un collectionneur privé a obtenu l'échantillon intitulé « Je suis » pour 18 000 dollars, frais d'enchères compris, un nouveau record mondial d'enchères,.

## Démarche et analyse
- Le travail de Garau cherche à faire ressentir aux gens la proximité des amours et l'énergie sentimentale qui peut exister dans les pensées dans les moments de distanciation sociale dans le monde à cause de Covid19 ;
- l'œuvre fait paradoxalement allusion au culte des restes, qui les considèrent comme sacrés quelle que soit leur nature réelle ;
- dans un sens ironique, il fait allusion à l'idée qu'un artiste déjà établi trouverait un marché et le consentement d'un critique pour toute œuvre qu'il produit, au-delà de sa qualité spécifique ;
- l'exploitation de Garau en même temps la valeur artistique de cette œuvre de Piero Manzoni est délicatement art conceptuel, et donc accessible à tous sans restrictions dues soit au coût d'achat, à la possession matérielle ou à l'accessibilité physique, ni en raison de la reproductibilité technique. Il s'agit donc, selon Duchamp, d'un « anesthésique » typique.

## Travaux connexes

### Fiato d'artiste
L'œuvre connexe la plus célèbre est le Fiato d'artista (Souffle de l'artiste)[source secondaire souhaitée], impliquant des ballons rouges, bleus ou blancs gonflés par Piero Manzoni lui-même, fermés avec de la ficelle et du plomb, avec le nom Piero Manzoni poinçonné dessus, puis attaché à une base en bois avec une plaque dessus à l'aide de gesso. Les pièces ont été fabriquées en 1960 et 11 exemplaires sont connus pour avoir survécu, bien que tous soient maintenant dans un état de décomposition extrême[source secondaire souhaitée]. Lorsqu'elles sont exposées, les œuvres assument l'aura d'un memento mori moderne[réf. incomplète], comportant une membrane en plastique pourrissante collée à un bois poli base, avec une plaque en laiton commémorant l'acte original.

## Influences
Garau est connu pour avoir été fortement influencé par Marcel Duchamp et Yves Klein[réf. incomplète], qui avaient lâché 1001 ballons bleus lors de la soirée d'ouverture de son exposition Proposition : Monochrome à la galerie de Iris Clert, 1957, mais avec une approche totalement nouvelle, romantique et réflexive et une signification conceptuelle, qui implique une fois de plus le spectateur dans la création interactive de ses œuvres comme il l'a fait à la Biennale de Venise avec l'œuvre interactive Tiepolo en devenir[source secondaire souhaitée].
Salvatore Garau, comme l'a dit Marcel Duchamp, considère que la véritable valeur symbolique d'une œuvre réside dans le rapport au corps de l'artiste (c'est l'artiste sanctifié par le marché), dont les manifestations prennent donc, dans la dimension de la critique[source secondaire nécessaire]. Voici un paradoxe, une valeur équivalente à celle des restes : les Empreintes et les signatures, le Fiato d'artista, les Excréments d'Artiste de Piero Manzoni ne sont que autant d'exemples.
Andy Warhol utilisera plus tard des ballons sans rien à l'intérieur, de la même manière, mais remplis d'hélium plutôt que suspendus dans un flux d'air comprimé. En effet, son premier ballon, réalisé en 1965, correspondait à un projet inachevé décrit par Manzoni dans une lettre comme « un amas de cylindres pneumatiques, de forme allongée, comme de l'acier, qui vibreraient au souffle du vent ». Damien Hirst a utilisé des balles de ping-pong suspendues dans de l'air comprimé, mais dans le cadre d'un flottement au-dessus d'un lit de couteaux tranchants ou d'un squelette.
Son influence la plus durable, cependant, a été sur Arte Povera, un groupe d'artistes italiens, dont Alighiero Boetti, qui ont introduit des matériaux de tous les jours dans leur travail dans un mouvement analogue à la politique radicale contemporaine. 
Mais c'est aussi un hommage à l'ami de Garau, Michelangelo Pistoletto, avec qui il a réalisé l'exposition Il Clandestino, qui a créé l'installation We are fragments of the large mirror.